# Christian Campbell
Christian Bethune Campbell (Toronto, 12 de maio de 1972) é um ator de televisão e cinema canadense.
É irmão da atriz Neve Campbell. Ele é mais conhecido por interpretar o personagem gay Gabriel no filme Trick. Christian também atuou em outros numerosos filmes e séries de televisão.